# 塔哈尔省
塔哈尔省（波斯語：د تخار ولايت）位於阿富汗東北部，與巴達赫尚省、巴格蘭省、昆都士省、潘傑希爾省等省份及塔吉克斯坦相鄰。该省总面积12,333 km² (4,762 sq mi)，2004年总人口810,800。主要通行语言为波斯语，乌兹别克语。
该省辖有17个县。